# Bjørnsund
Bjørnsund (lit. canal del Oso) es un pequeño conjunto de islas al norte de la comuna de Fræna, en Møre og Romsdal. Basa su economía en la pesca y en el turismo.
Bjørnsundruta ( Øybjørn]), es la ruta por vía marítima entre las islas y la península, con un tráfico de dos tramos diarios (ida y vuelta) en torno al mediodía. Esta ruta ofrece conexiones por vía marítima entre Tennskjæret-Bjørnsund(Hammarøya) y Bjørnsund(Hammarøya)-Bud. 

## Principales islas e islotes
- Bollen, al noroeste. No habitada.
- Moøya, al nornoroeste, en la que se encuentran tres casas de color blanco. Habitada.
- Norde Bjørnsund, al nornoreste. Conjunto de islotes. No habitados.
- Hammerøya, en el centro-este. Isla principal, con puerto y tienda de alimentación. Habitada.
- Bjørnøya, al sudeste. Conjunto de islotes. Habitados.
- Hammarøyskj, masa de agua rodeada por las islas, entre las principales y Bollen.

Se ha construido un conjunto de rompeolas, que cumple las funciones de puerto para embarcaciones de recreo en su parte interna, comunicando las islas de Moøya, Norde Bjørnsund, Bjørnsund y Hammarøya.

## Las dos esculturas de piedra
En Hammarøya, la isla principal, se pueden encontrar dos estatuas de granito: Bjørnen (El Oso) y Dama (La Dama).
- Bjørnen, nombre de la estatua y símbolo del archipiélago, se encuentra en uno de los claros cercanos a la costa noreste de la isla de Hammerøya. Bajo la escultura se encuentra una placa metálica donde viene escrito el nombre del archipiélago y una serie de nombres, que corresponden a los habitantes del archipiélago fallecidos entre 1850 y 1950 en la Primera y Segunda Guerra Mundial.

- Dama, esta estatua, de difícil acceso y malas condiciones de conservación, se encuentra en la parte sur de la isla de Hammarøya, detrás de la colina que da paso al acantilado sur. La única vía para ascender a pie es el pequeño camino serptenteante trazado en la tierra.

La Dama, esculpida en varias piezas de granito rosa, está bastante deteriorada por el paso del tiempo y la acción del clima de la zona. Ésta puede ser una de las razones por las que, entre otras cosas, le falte un trozo de la nariz y sus formas hayan tendido a redondearse.
La historia no documentada sobre el origen de la estatua se remonta a la Gran Guerra, suponiendo que la mujer fue, teóricamente, una habitante del archipiélago que, tras no querer aceptar la pérdida de su hijo decidió quedarse a esperar su regreso en la ladera de la montaña.